# Juventudes Socialistas Europeas
Juventudes Socialistas Europeas es una asociación de socialismo y socialdemocracia juvenil organizada en la Unión Europea. YES es la organización juvenil del Partido Socialista Europeo (PES) y es miembro de la Unión Internacional de Juventudes Socialistas (IUSY). La Sede de la organización está en Bruselas.
El estado de los miembros de pleno derecho es sostenido por el Foro Joven Europeo que opera de cerca en las áreas y trabajos del Consejo de Europa y la Unión Europea. 

## Historia
YES fue fundada como la Organización de las juventudes socialistas de la comunidad europea en noviembre de 1992 en Oegstgeest/La Haya. 
Antes de 1992 las actividades europeas habían sido coordinados en el interior de la IUSY, especialmente en la Conferencia de líderes europeos. La fundación de ECOSY ha sido controvertida, en particular, las organizaciones de Austria y Suecia promovieron la participación de todas las organizaciones europeas, incluidas las no miembros de la Unión Europea.
Las European Socialist Youth (Esy), fundada en paralelo, fue solo una débil organización, en un corto período después fue rellamada como Comité Europeo, uno de los comités continentales de la IUSY.

## Organizaciones miembro
- Alemania: Jusos in der SPD
- Alemania: Sozialistische Jugend Deutschlands (SJD) - Die Falken
- Austria: Sozialistische Jugend Österreichs (SJ)
- Austria: Verband Sozialistischer StudentInnen Österreichs (VSStÖ)
- Bélgica: Animo
- Bélgica: Mouvement des Jeunes Socialistes (MJS)
- Bulgaria: Българска социалистическа младежка (БСМ) / Balgarska Socialisticeska Mladezhka (BSМ)
- Bulgaria: Европейска лява младежка алтернатива (ЕЛМА) / Evropejska Ljava Mladezhka Alternativa (ELMA)
- Croacia: Forum mladih SDP
- Chipre: Νεολαία Σοσιαλδημοκρατών (ΝΕΟΣ) / Neolaia Sosialdimokraton (NEOS)
- Dinamarca: Danmarks Socialdemokratiske Ungdom (DSU)
- Eslovaquia: Mladí sociálni demokrati (MSD)
- Eslovenia: Mladi forum Socialnih Demokratov (Mladi forum SD)
- España: Juventudes Socialistas de España (JSE)
- España: Joventut Socialista de Catalunya (JSC)
- Estonia: Noored Sotsiaaldemokraadid (Noor-sots)
- Finlandia: Sosialidemokraattiset Nuoret (Demarinuoret)
- Finlandia: Sosialidemokraattiset Opiskelijat (SONK)
- Francia: Mouvement des Jeunes Socialistes (MJS)
- Grecia: Νεολαία ΠΑΣΟΚ / Neolaia Pasok
- Holanda: Jonge Socialisten in de PvdA (JS)
- Hungría: Fiatal Baloldal (FiB)
- Irlanda: Labour Youth (LYi)
- Italia: Federazione dei Giovani Socialisti (FGS)
- Letonia: Jauniešu organizācija Restart.lv
- Letonia: Jaunatnes Sociāldemokrātiskā Savienība (JSS)
- Lituania: Lietuvos socialdemokratinio jaunimo sąjunga (LSDJS)
- Luxemburgo: Jeunesses Socialistes Luxembourgeoises (JSL)
- Malta: Labour Youth Forum / Forum Zghazagh Laburisti (LYF)
- Polonia: Federacja Młodych Socjaldemokratów (FMS)
- Polonia: Federacja Młodych Unii Pracy (FMUP)
- Portugal: Juventude Socialista (JS)
- Reino Unido: Labour Students
- Reino Unido: Young Labour
- República Checa: Mladí Sociální Demokraté (MSD)
- Rumania: Tineretul Social Democrat (TSD)
- Suecia: Sveriges Socialdemokratiska Ungdomsförbund (SSU)
- Suecia: Socialdemokratiska Studentförbundet (S-studenter)

Asociaciones miembro
- Chipre: Αγώνας / Agonas
- Hungría: Szociáldemokrata Ifjúsági Mozgalom (SZIM)
- Noruega: Arbeidernes ungdomsfylking (AUF)
- Polonia: Młodzi Socjaliści (MS)
- Rumania: Organizatia de Tineret a Partidului Democrat (OTPD)
- Suiza: JungsozialistInnen Schweiz (JUSO) / Jeunesse Socialiste Suisse (JS)

Además de estas 37 organizaciones y 6 asociaciones miembros de pleno derecho hay 15 miembros observadores y una organización invitada. El SDLP Youth de Irlanda del Norte es un miembro pasivo de la organización. Por otra parte, la Joventut Socialista de Catalunya es miembro fundador de la ECOSY y en la actualidad organización observadora.

## Presidentes de YES
Antes de 1997 la presidencia rotaba simultáneamente con la Presidencia de la UE.
- 1992, noviembre-diciembre : Tracy Paul (Young Labour)
- 1993, enero-junio : Henrik Sass Larsen (Danmarks Socialdemokratiske Ungdom)
- 1993, julio-diciembre : Ronald Gossiaux (Mouvement des Jeunes Socialistes / Belgique)
- 1994, enero-junio : ... (Neolaia Pasok)
- 1994, julio-diciembre : Reinhold Rünker (Jusos in der SPD)
- 1995, enero-junio : Renaud Lagrave (Mouvement des Jeunes Socialistes / France)
- 1995, julio-diciembre : Martin Guillermo y después Paco-Luis Benitez (Juventudes Socialistas de España)
- 1996, enero-junio : Vinicio Peluffo (Sinistra Giovanile)
- 1996, julio-diciembre : Mick Mc Loughlin (Labour Youth)

Desde 1997, ECOSY ha tenido un presidente electo. 
- 1997: Andreas Schieder (Sozialistische Jugend Österreichs)
- 1999: Hugues Nancy (Mouvement des Jeunes Socialistes / France)
- 2001: Jan Krims (Verband Sozialistischer StudentInnen Österreichs)
- 2003: Anders Lindberg (Sveriges Socialdemokratiska Ungdomsförbund)
- 2005: Giacomo Filibeck (Sinistra Giovanile)
- 2009: Petroula Nteledimou (Neolaia PASOK)
- 2011: Kaisa Penny (Demarinuoret & SONK)
- 2015: Laura Slimani (Mouvement des Jeunes Socialistes)
- Desde 2017 Joao Albuquerque (Juventude Socialista Portugal)

## Composición Actual del Presidium (2023-2025)
Presidente
Enric Lopez Jurado (JSC Spain)
Secretaria General
Sofie Amalie Stage (DSU Denmark)
Presidenta de la Comisión de Control
Flora Felix (SJO Austria) 

Vicepresidentes/as
Rachid Khenissi (JUSOS Germany)
Ines Joao Rodrigues (JS Portugal)
Christopher Lindvall (SSU Sweden)
Kristina Sjepanovic (SU Montenegro)
Joao Martins Pereira (JS France)
Alberto Bortolotti (GD Italy)
Hanna Kivimaki (SDY Finland)
Karlo Vedak (CSDY Croatia)
Aleksandra Iwanowska (FMS Poland)
Evelyn Logghe (JS Belgium)
Coordinadores
Adjuntos a los Vicepresidentes de la Organización, existen coordinadores y coordinadoras responsables de distintas áreas temáticas.
Elisa Gambardella (FGS Italy) - Red Futuro de Europa.
Andrea Scheck (JUSO Switzerland) - Red Feminista.
Luis Deltell Segura (JSE Spain) - Red Queer.
Baris Onel (CTP Cyprus) - Red Democracia y lucha contra el extremismo.

## Congresos de YES
- 1992 Oegstgeest/La haya
- 1994 Múnich (Alemania)
- 1997 Estrasburgo (Francia)
- 1999 Toledo (España)
- 2001 Viena (Austria)
- 2003 Bommersvik (Suecia)
- 2005 Cascais (Portugal)
- 2013 Bommersvik (Suecia)
- 2015 Winterthur (Suiza)
- 2017 Duisburgo (Alemania)
- 2019 Helsinki (Finlandia)
- 2021 Malta/híbrido
- 2023 Barcelona (España)

## Campos de verano de YES
- 1995 Rimini (Italia)
- 1996 Iusy Festival Bonn
- 1997 Mazagón (España)
- 1998 Vienna (Austria)
- 1999 Livorno (Italia)
- 2000 Iusy Festival Malmö
- 2001 Debrecen (Hungría)
- 2002 Weißenbach (Austria)
- 2003 Iusy Festival Kamena Vourla (Grecia)
- 2004 Năvodari (Rumanía)
- 2005 Figueira da Foz (Portugal)
- 2006 Iusy Festival Alicante
- 2007 Iusy100 Berlín
- 2008 Carpentras (Francia)
- 2009 Iusy Festival Zánka (Hungría)
- 2011 Iusy Festival Weissenbach am Attersee (Austria)
- 2012 Savudrija (Croacia) The Declaration
- 2013 Foça (Turquía)
- 2014 Iusy Festival Ghajn Tuffieha (Malta)
- 2015 Santa Cruz (Torres Vedras) (Portugal)
- 2016 Palermo (Italia)
- 2018 Rota (España)
- 2019 Varna (Bulgaria)
- 2022 Vlöre (Albania)
- 2024 Santa Cruz (Torres Vedras) (Portugal)